# Guelfi Camajani
I Guelfi Camajani sono una famiglia iscritta nel Libro d'oro della nobiltà italiana e nell'Elenco Ufficiale Nobiliare Italiano del 1922. L'Illustre famiglia trae origine verso la metà del XVII secolo dal matrimonio tra il Nobile Benedetto Guelfi e la Nobile Faustina Camajani, decorata da Papa Clemente XI con breve del 2 aprile 1717 del titolo comitale del Sacro Palazzo e ammessa al Patriziato aretino nel 1756.

## Storia
L'esistenza dei Guelfi nell'aretino è dimostrata sin dal 1114, anno nel quale il Guelfo Ranieri donò al Monastero di Camaldoli i Castelli di Bazzena, Gello e Serre, posti nel territorio di San Sepolcro. Come risulta negli Annali Camaldolesi, un Guelfo aretino fu inviato da Federico III Re di Sicilia quale messo al Monastero di Camaldoli. Ser Cassandro Guelfo di San Sepolcro, nel 1311 risulta Priore della Confraternita di San Bartolomeo fondata da San Francesco nel 1278, carica mantenuta per molti anni nella Casa dei Guelfi.

## Onofrio Camaiani
L'aretino Onofrio Camaiani, figlio del dottore in legge Giovan Francesco di Onofrio, dottore “in utroque iure”, Avvocato Concistoriale, valente diplomatico alla corte pontificia per conto di Cosimo I che nel 1555 gli conferì la cittadinanza fiorentina e nel 1557 la carica di Capitano di Giustizia di Siena. Tornato nel 1560 a Roma, ricoprì le cariche di Avvocato Fiscale, Protonotaro Apostolico e Consigliere dell'Inquisizione e della Sacra Consulta ebbe una parte importante nel conferimento da parte di Sua Santità Pio V del titolo di Granduca a Cosimo I de' Medici, avvenuto con Bolla del 27 Agosto 1569.

## Pietro, Antonio, Cosimo e Fustina Camaiani
Pietro, fratello del precedente, Diplomatico di Cosimo I, da questi inviato al Concilio di Trento, fu Nunzio Apostolico, Vescovo di Fiesole dal 1552 al 1556 e di Ascoli Piceno dal 1556 al 1579, anno della sua morte. Antonio, altro fratello di Onofrio, Gentiluomo aretino al servizio del Cardinale Giovanni de' Medici, vestì l'abito dei Cavalieri di Santo Stefano nel 1562. Nel 1574 Cosimo venne nominato Governatore di Todi nel 1574, di Narni nel 1576, di Fano nel 1583 e di Camerino nel 1591. Il Nobile Capitano Benedetto Guelfi, Gonfaloniere di San Sepolcro nel 1652, in virtù del matrimonio con la Nobile Faustina Camaiani ultima di quella Casa, aggiunse per eredità e successione il cognome e l'arma dell'estinta famiglia Camaiani.

## Raniero Guelfi Camaiani e la sua discendenza
Suo figlio, Ranieri Francesco Guelfi Camaiani divenne Paggio alla Corte di Toscana poi Gonfaloniere di Arezzo. Nel 1709 Francesco sposò Caterina Albergotti. Bartolomeo Felice fu Vescovo di Colle Val d'Elsa dal 1759 al 1771. Stefano Luigi, nel 1761 vestì l'abito dei Cavalieri di Santo Stefano, così come i suoi figli Benedetto Luigi nel 1785 e Ranieri nel 1806. Pietro di Benedetto, Cavaliere dell'Ordine di San Giacomo, Maresciallo di Campo dei Reali Eserciti di Sua Maestà Cattolica, fu Comandante Generale della Piazza di Orano, Mazarquivir e dei suoi Castelli. Deceduto nel 1785, abbiamo un suo ritratto in un dipinto conservato nella Pinacoteca Comunale di Arezzo. Con Decreto Ministeriale del 21 Maggio 1893, approvato a favore della famiglia di Guelfo Antonio di Benedetto, sono stati riconosciuti nei titoli di Conti Palatini, Nobili dei Conti e Patrizi di Arezzo.

## Antonio e Piero Guelfo Camaiani e l'istituto Genealogico Italiano
Il Conte Cav. Guelfo Guelfi Camaiani, Conte Palatino, nato a Buggiano il 31 Gennaio 1857 è il fondatore nel 1887 dell'Istituto Genealogico Italiano, sposato con Licinia Giovanna Capitani. Da lui discendono gli attuali rappresentanti, fra i quali, Piero è nato a Firenze il 16 gennaio 1896, e deceduto a Firenze il 30 Novembre 1951, fu Direttore dell'Istituto Genealogico Italiano, araldista, genealogista, autore della fondamentale opera Dizionario Araldico la cui prima edizione vide la luce nel 1940 a cura della casa editrice Hoepli di Milano. Fu inoltre Console Onorario della Repubblica del Panama, Medaglia d'Argento al Valor Militare nel primo conflitto mondiale, e marito di Maria Teresa Paoletti.

### L'Istituto Genealogico Italiano
Il figlio di Piero Guelfi, il conte Guelfo Guelfi Camaiani, stesso nome del nonno, proseguì l'attività: fu Direttore dell'Istituto Genealogico Italiano, fondatore della Società Italiana di Studi Araldici e Genealogici, fondatore della rivista Archivio Genealogico, collaboratore delle principali riviste italiane e straniere di araldica e genealogia quali: The Genealogist's Magazine (Londra), The Genealogical Helper (U.S.A.), Rivista Araldica (Roma), Tribuna Araldica (Genova), Archivio Genealogico (Firenze), Toscani nel Mondo (Firenze), Giornale d'Italia (Roma), e autore di importanti opere quali: Fonti manoscritte inedite di araldica e genealogia conservate nelle biblioteche e archivi d'Italia (Firenze, 1963), del Il Liber Nobilitatis Genuensis e il Governo della Repubblica di Genova fino all'anno 1797 (Firenze, 1965), L'ultimo Guardasigilli Nicolò Lami e la Toscana del suo tempo con nuove lettere inedite del Granduca Leopoldo II (Bologna, ed. Forni, 1975), Un illustre toscano del settecento, Filippo Mazzei, medico, agricoltore, scrittore, giornalista, diplomatico (Firenze, 1976, con prefazione di Giovanni Spadolini), Genealogy in Italy (Firenze, 1979).

### Congressi
Guelfo Guelfi Camaiani fu inoltre relatore in numerosi Congressi Internazionali di studi Araldici e Genealogici fra i quali: Stoccolma nel 1960, l'Aia nel 1964, Berna nel 1968, Vienna nel 1970, Liegi  nel 1972, Monaco di Baviera nel 1974 e Madrid nel 1982, Membro Effettivo del Collegio Araldico di Roma, della Associazione Nazionale Archivistica di Roma, della Zentralstelle für Personen und Familiengeschichte di Francoforte, della Schweizerische Heraldische Gesellschaft a Losanna, della Société Française d'Héraldique e de Sigillographie a Parigi, della Société Suisse d'Héraldique, della Società Toscana per la Storia del Risorgimento e di varie altre Associazioni e Istituti italiani ed esteri, collaboratore di varie riviste e giornali, promotore, quale consulente bibliografico, di una vasta serie di ristampe di libri rari e antichi di araldica, genealogia e storia, realizzate dall'Editore Arnaldo Forni di Bologna,

### Le onorificenze
Guelfo Camaiani fu insignito di diverse onorificenze: Cavaliere dell'Ordine al Merito della Repubblica Italiana nel 1978 e di Cavaliere di Gran Croce dell'Ordine del Merito di San Giuseppe della Casa Asburgo Lorena, Granduchi di Toscana, Premio per la Cultura della Presidenza del Consiglio dei Ministri per l'anno 1978, Medaglia “Pro Merito Genealogiae” del Zentralstelle für Familiengeschichte in Germania nel 1979, Medaglia della Societade Brasileira de Artes, Cultura e Ensino in Brasile nel 1980.

### La famiglia
- Guelfo Camaiani, tutti patrizi di Arezzo, ha sposato Mirella Chirici dalla quale ha avuto, in grassetto:
  - Pierfrancesco, Conte Palatino, nato a Firenze il 9 Ottobre 1963, divenuto poi Direttore dello Studio Araldico Genealogico Guelfi Camaiani, Presidente dell'Accademia Araldica Nobiliare Italiana, Direttore della Rivista Nobiliare, Perito del Tribunale di Firenze in qualità di Esperto in Araldica e Genealogia, a sua volta ha sposato Gea Mostardini, Avvocato, dalla quale ha avuto: 
    - Filippo Maria, Conte Palatino, nato a Firenze il 28 settembre 1990 e Isabella, Nobile dei Conti, nata a Firenze il 13 Agosto 1997

  - Alessandro, Conte Palatino, nato a Firenze il 15 Gennaio 1965, Membro dell'Accademia Araldica Nobiliare Italiana, collaboratore della Rivista Nobiliare, ha spostato la Dottoressa Annalisa Baldi da cui ha avuto
    - Francesco, Conte Palatino, nato a Firenze il 27 Novembre 2001
    - Margherita, Nobile dei Conti, nata a Firenze il 24 Febbraio 2005

  - Gherardo, Conte Palatino, nato a Firenze il 3 Marzo 1969, Avvocato, Membro dell'Accademia Araldica Nobiliare Italiana, collaboratore della Rivista Nobiliare, ha sposato Sara Corleto da cui ha avuto
    - Costanza, Nobile dei Conti, nata a San Candido il 3 Maggio 2004

## Arma e Gonfalone
Nel primo partito : colore azzurro, cervo saliente sopra un monte roccioso che si muove dalla punta dello scudo verso destra con un pino nodrito sulla vetta, il tutto al naturale (Guelfi); nel secondo partito: colore azzurro, con banda d'oro (Camaiani); sormontata da una partizione dal capo d'Angiò comune alle due armi. Motto: ALTIORA.

## I Guelfi
I Guelfi sono un'antica famiglia del Borgo San Sepolcro, poi patrizia d'Arezzo, i quali per eredità e successione aggiunsero al proprio, il cognome dell'estinta famiglia Camaiani anch'essa patrizia d'Arezzo. Un altro guelfo aretino fu inviato da Federigo Re di Sicilia, quale messo al monastero di Camaldoli, secondo i IV Annali Camaldolesi. Nel 1311 Ser Cassandro Guelfo di San Sepolcro era Priore della Fraternità di S. Bartolomeo, fondata da San Francesco nel 1278 e per molti anni, nella casa dei Guelfi, mantenne questa carica. Nel 1445 messer Tommaso di Uguccio di Piero di Mino di Guelfo, aprì la serie dei gonfalonieri che la famiglia dette al comune di San Sepolcro. Il presidente Antonio Noferi Camajani, cavaliere di Santo Stefano, molto caro a Pio V, fu il principale artefice nel conferimento del titolo di granduca concesso dai Santissimi a Cosimo de' Medici.

## I Camajani
I Camajani sono una famiglia nobile di Arezzo che si distinsero per fedeltà nei confronti del Granduca e del Papato. Il Casato ebbe l'onore di avere due membri degli ordini di Malta e di Santo Stefano, ed altri personaggi illustri tra cui: Pietro Camaiani nel 1560 fu vescovo di Fiesole. Cosimo Camaiani fu governatore di Fano nel 1584. Antonio Camaiani fu ministro del duca Cosimo I de' Medici presso la Santa Sede e familiare di Pio V; si adoperò molto per ottenere che questi conferisse il titolo di granduca al duca Cosimo I. In seguito con la mancata discendenza, il cognome e i titoli passarono ai Guelfi creando così l'unione familiare.